# 遵义军
遵义军，北宋时设置的军。
大观二年（1108年）置，治所在遵义县（今贵州省遵义市西南）。宣和三年（1121年）废为寨，南宋开禧年间复升为军，嘉定年间又废。